# Jewgienij Sołożenkin
Jewgienij Aleksandrowicz Sołożenkin, ros. Евгений Александрович Соложенкин (ur. 31 lipca 1966 w Leningradzie) – rosyjski szachista, arcymistrz od 1993 roku.

## Kariera szachowa
W 1986 r. zdobył tytuł indywidualnego mistrza Leningradu. Sukcesy międzynarodowe zaczął odnosić po rozpadzie Związku Radzieckiego. W 1992 r. zwyciężył w kołowym turnieju w Tampere, w 1993 r. zajął I m. w otwartym turnieju w Cappelle-la-Grande oraz zwyciężył (wspólnie z Wiktorem Gawrikowem i Władimirem Tukmakowem) w Barcelonie, w 1995 r. podzielił II m. w Cannes (za Matthew Sadlerem, wspólnie z Władisławem Tkaczewem, Artaszesem Minasjanem, Wiaczesławem Ikonnikowem i Andriejem Sokołowem), w 1996 r. był najlepszym zawodnikiem meczu reprezentacji Sankt Petersburga z Paryżem (zdobywając 7 pkt w 9 partiach), w 1997 r. podzielił I m. w Jyväskyli (wspólnie z Aleksandrem Veingoldem, Jaanem Ehlvestem, Mihhailem Rõtšagovem i Atanasem Zapolskisem), natomiast w 1998 r. zdobył tytuł mistrza Sankt Petersburga, zajął I m. w Jyväskyli oraz wystąpił w finale indywidualnych mistrzostw Rosji, zajmując dzielone 37. miejsce. Na przełomie 1998 i 1999 r. zwyciężył w cyklicznym turnieju w Reggio Emilia, w 2000 r. podzielił I m. w Bethune (wspólnie z Manuelem Apicellą, Dmitrijem Bunzmannem, Andriejem Sokołowem i Cyrilem Marcelinem) oraz zwyciężył w Helsinkach (w mieście tym triumfował również w 2002 roku). W 2004 r. podzielił II m. (za Mageshem Panchanathanem, wspólnie m.in. z Emanuelem Bergiem, Yurim Gonzalezem Vidalem i Aleksandrem Delczewem) w Badalonie, natomiast w 2007 r. podzielił II m. (za Normundsem Miezisem, wspólnie z Meelisem Kanepem, Tomim Nybackiem i Nikołajem Legkijem) w Jyväskyli.
Najwyższy ranking w karierze osiągnął 1 lipca 1996 r., z wynikiem 2565 punktów dzielił wówczas 26-28. miejsce wśród rosyjskich szachistów.